# تويوتا الفئة أ
تويوتا الفئة أ هي أول فئة من السيارات التي أنتجتها شركة تويوتا للسيارات حيث كان طراز أ1 هو أول نموذج اختباري تم صنعه بواسطة تويوتا. تم إعادة تصميمه وبدء إنتاجه تحت اسم أول سيارة تنتجها تويوتا وهي تويوتا أأ الصالون وتويوتا أ بي المتحولة. واكتمل نجاحها بطرازات الصالون الشبيهه وهي : أ إي، أ سي وبي أ.
تم استبدال الفئة لاحقاً بأكملها بفئة أكثر تطوراً وتقدماً وهي الفئة إس.
تويوتا

## أ1 (A1)
3 نماذج اختبارية تم تصنيعها في مايو عام 1935م، ولكن لم يُنتج أي منها. بعد أن أتمت تويوتا صناعة النماذج الثلاثة حولت اهتمامها إلى الشاحنة جي1 (G1) لأنها بدت أكثر ربحاً على المدى القصير. بعد أن بدأت تويوتا في إنتاج الطراز جي1 (G1) أصبح لديها المصادر لتطوير الطرازين أأ (AA) وأ بي (AB) من سيارات الركاب.

### تاريخ الإنتاج
اكتملت طرازات أ1 (A1) الثلاثة في عام 1935م.

### خصائص ميكانيكية
تم استخدام محرك سعته 3389 سم³ من 6 اسطوانات نوع أ (Type A) ومزودة بناقل حركة يدوي من 3 سرعات. تم نسخ الهيكل والكهربائيات من فورد. تم استخدام محاور صلبة على نهايتي السيارة كما تم وضع أقراص معدنية للجنوط الأربعة (كان هذا حديثاً حداً ذاك الوقت) والفرامل كانت بالطنابير.
كانت الخصائص الميكانيكية هي نفسها المستخدمة بطرازات أأ (AA) وأ بي (AB) وجي1(G1).

### الجسم
كانت تويوتا أ1 (A1) سيارة صالون مغطاة تماماً مزودة بأربعة أبواب تفتح بالأمام طبيعياً للأمام وبالخلف كانت أبواب انتحارية. كان الزجاج الأمامي مكون من قطعة واحدة من الزجاج المفلطح وتم تركيب مساحة واحدة من الأعلى جهة السائق. كما احتوت على 3 نوافذ بكل جانب : واحدة للباب الأمامي وواحدة للباب الخلفي وواحدة خلف الباب الخلفي كما تم تزويدها بإطار احتياطي رُكب على غطاء الصندوق الخلفي.اعتمدت كثيراً على كريسلر أيرفلو.
تم تصنيع طراز تويوتا أ1 (A1) بعجلة قيادية يمينية فقط.

## أأ (AA)
كان طراز أأ (AA) هو نفسه النموذج الاختياري أ1 (A1) مع بعض الاختلافات البسيطة.

### تاريخ الإنتاج
تم إنتاج 1404 وحدة من تويوتا أأ (AA) من عام 1936م حتى عام 1943م حيث تم استبداله بالطراز الأكثر صرامة أ سي (AC).

### خصائص ميكانيكية
مثل طراز أ1 (A1).

### الجسم
كانت تويوتا أأ (AA) سيارة صالون مغطاة تماماً مزودة بأربعة أبواب معتمدة كثيراً على طراز كرايسلر أيرفلو. اعتمدت على جسم معدني على هيكل معدني سلمي كما زودت بأربعة أبواب تفتح بالأمام طبيعياً للأمام وبالخلف كانت أبواب انتحارية. كان الزجاج الأمامي مكون من قطعة واحدة من الزجاج المفلطح وتم تركيب مساحة واحدة من الأعلى جهة السائق، كما كان ازجاج نفسه المستخدم بطراز تويوتا أ1 (A1).

### نسخة العيد الخمسين
أرادت تويوتا استخدام طراز أأ (AA) في عيدها الخمسين عام 1987م لكنها لم تجد أي طرازات ناجية، لذا قررت تويوتا صناعة نسخة طبق الأصل منها، لكنها لم تجد المخططات كاملةً. كانت المخططات الموجودة عبارة عن نقاط أثناء مراحل تطوير السيارة ولم تكن كاملة بأي حال وتفتقد لمعايير اليوم الحديثة. ومع ذلك تم بناء نسخة وحيدة يُعتقد أنها تمثل الطراز الأصلي للسيارة وهي موجودة حالياً بمتحف تويوتا للسيارات.

## أ بي (AB)
كان طراز أ بي (AB) هو نفسه طراز أأ (AA) غير أنها كانت مكشوفة.

### تاريخ الإنتاج
تم إنتاج 353 وحدة من تويوتا أ بي فايتون متضمناً نسخة أ بي آر العسكرية حتى عام 1942م. لم يتم استبدالها بشكل مباشر.

### خصائص ميكانيكية
مثل طراز أ1 (A1).

### الجسم
كان طراز أ بي (AB) نسخة طبق الأصل من طراز أأ (AA) إلا أنها كانت مكشوفة بسقف منطوي من القماش وكانت الأبواب الخلفية تفتح باتجاه طبيعي. كان الزجاج قابلاً للانطواء للأسفل على منطقة المحرك.

## أ سي (AC)
كان طراز تويوتا أ سي (AC) شبيهاً جداً بطراز تويوتا أأ (AA) مع بعض الأجزاء المختلفة بالجسم حيث أن الزجاج الأمامي أصبح الآن مقسوماً إلى نصفين يفصلهما جزء سميك من جسم السيارة.

### تاريخ الإنتاج
بدأ العمل بالتصميم عام 1938م وتم إنتاج 115 وحدة من عام 1943م حتى تم استبداها بطراز تويوتا إس أ خلال 1947-1948، 43 تم إنتاجهم عام 1943م و 19 عام 1944م (حتى شهر فبراير) و 50 تم إنتاجهم من الاحتياطي عام 1947م للطلبات العسكرية وأخر 3 وحدات تم إنتاجهم عام 1948م. لم تنتج تويوتا أي سيارة ركاب في العامين 1945-1946 حيث كان طراز إس أ (SA) تحت التطوير خلال هذه الأعوام.

### خصائص ميكانيكية
مثل طرازي أأ (AA) وأ بي (AB).

## أ إي (AE)
كانت تويوتا أ إي (AE) سيارة أصغر من سابقيها.

### تاريخ الإنتاج
تم تصميم طراز أ إي (AE) عام 1939م، وتم الانتهاء من النموذج التجريبي في سبتمبر من ذاك العام وتم تقديمه في مطلع عام 1941م ولكن بدأ إنتاجه عام 1941م حتى عام 1943م ليكون إجمالي الوحدات المصنعة 76 وحدة.

### خصائص ميكانيكية
كانت الخصائص مماثلة لطراز أأ (AA) إلا أنها احتوت على محرك من نوع سي (Type C)، وهو عبارة عن نوع أ(Type A) مع إزالة اسطوانتين منه.

## إي أ (EA)
صمم كيشيرو تويودا طراز تويوتا إي أ (EA) كنسخة من طراز دي ك دابليو إف-7 (DKW F-7) الصالون عام 1938م إلا أنه لم يتم إنتاجها إطلاقاً لظروف الحرب.

### تاريخ الإنتاج
تم تصميمها عام 1938م ولم يتم إنتاجها.

### خصائص ميكانيكية
تم تزويدها بمحرك نوع إي (Type E) ذو اسطوانتين وبشوطين، والسيارة أمامية الجر.

## إي بي (EB)
كانت تويوتا إي بي (EB) سيارة صغيرة الحجم ذات دفع خلفي، إلا أنه لم يتم إنتاجها لظروف الحرب.

### تاريخ الإنتاج
تم تصميمها عام 1938م إلا انه لم يتم إنتاجها

### خصائص ميكانيكية
تم تزويدها بمحرك نوع إي (Type E) ذو اسطوانتين وبشوطين، والسيارة خلفية الدفع.

## بي أ (BA)
كان طراز تويوتا بي أ (BA) تقشفي حيث استخدم الخشب في تصنيع عدة أجزاء منها لتوفير المعادن. يُقال أ هذا الطراز معتمد على طراز ڤولڤو بي ڤي-60 ولكن هذا يدفع للسؤال حيث أن طراز بي ڤي-60 لم يتم طرحه حتى عام 1944م ولم يتم إنتاجه حتى عام 1946م، معظم نماذج ڤولڤو الاختيارية تم طرحها بين 1942-1944. ولكن كل هذا يحتمل الخطأ بالنظر إلى النمذج الاختياري من بي ڤي-60 1939 ولا يوجد لها صور.

### تاريخ الإنتاج
بدأ تقديم وإنتاج طراز بي أ (BA) عام 1943م ولم يتم إنتاج سوى 17 وحدة. البعض يزعم أنه لم يتم إنتاجها أصلاً، وبعض المصادر تذكر صنع ال 17 وحدة في عامي 1940م وعام 1943 أو في الفترة خلالهما.

## سيارات الركاب من عام 1935م حتى عام 1949م
الجدول التالي يوضح كما قدمته تويوتا إحصائيات سيارات الإنتاج (ركاب) ولا تتضمن النماذج الاختيارية.
| 1935 | 1936 | 1937 | 1938 | 1939 | 1940 | 1941 | 1942 | 9143 | 1944 | 1945 | 1946 | 1947 | 1948 | 1949 |
| ---- | ---- | ---- | ---- | ---- | ---- | ---- | ---- | ---- | ---- | ---- | ---- | ---- | ---- | ---- |
| 0    | 100  | 577  | 539  | 107  | 268  | 208  | 41   | 53   | 19   | 0    | 0    | 54   | 21   | 235  |